# Biological Journal of the Linnean Society
Biological Journal of the Linnean Society — найстаріший у світі біологічний науковий журнал, спеціалізується з еволюційної біології та суміжних дисциплін, видається Лондонським Ліннеївським товариством з 1791 року (спочатку як «Transactions of the Linnean Society of London»).
У цьому журналі опублікували деякі свої провідні праці, серед інших, Чарлз Дарвін і Альфред Уоллес.